# Якушево (Харовский район)
Якушево — деревня в Харовском районе Вологодской области.
Входит в состав Кубенского сельского поселения, с точки зрения административно-территориального деления — в Кубинский сельсовет.
Расстояние до районного центра Харовска по автодороге — 20 км, до центра муниципального образования Сорожина по прямой — 10 км. Ближайшие населённые пункты — Нижне-Кубенский, Пановское, Шенурово, Бычиха, Хвостиха.
По переписи 2002 года население — 8 человек.